# Queensrÿche
Queensrÿche [kwínzraik] je americká progresivní metalová kapela. Vznikla v roce 1982 v Bellevue ve státě Washington z místní kapely the Mob. Vydali 16 studiových alb, jedno EP a několik DVD a nadále koncertují a nahrávají. Původní sestavu tvořili kytaristé Michael Wilton a Chris DeGarmo, bubeník Scott Rockenfield, baskytarista Eddie Jackson a hlavní zpěvák Geoff Tate.
Queensrÿche prodali více než 20 milionů alb po celém světě, včetně více než šesti milionů ve Spojených státech. Jako lídři progresivní metalové scény poloviny až konce 80. let 20. století jsou často označováni jako jedna z tzv. „Velké trojky“ tohoto žánru – spolu s Dream Theater a Fates Warning. Skupina získala celosvětové uznání za své album Operation: Mindcrime z roku 1988, které je široce považováno za jedno z nejlepších koncepčních heavy metalových alb. Jejich další album, Empire (1990), bylo rovněž velmi úspěšné a obsahovalo hitový singl "Silent Lucidity". Kapela získala tři nominace na cenu Grammy za skladby z těchto alb. V roce 1998 získal bubeník Rockenfield individuální nominaci na Grammy.
V roce 1998 DeGarmo kapelu opustil z osobních důvodů, ale krátce se vrátil, aby napsal a nahrál jejich osmé studiové album Tribe (2003). V průběhu let ho nahradili Kelly Gray, Mike Stone a Parker Lundgren.
Tate byl z kapely propuštěn po velmi medializovaném zákulisním konfliktu před koncertem v São Paulu v Brazílii v dubnu 2012. Nahradil ho tehdejší zpěvák Crimson Glory, Todd La Torre. Tate a jeho manželka Susan (manažerka kapely v letech 2005 až 2012) podali žalobu u soudu ve státě Washington, v níž tvrdili, že byl neprávem propuštěn. Rozhodnutím předběžného opatření bylo, že obě strany mohly název Queensrÿche používat, dokud soud nebo dohoda nerozhodne, kdo na něj má právo. Dohoda byla dosažena 17. dubna 2014, přičemž zakládající členové Wilton, Rockenfield a Jackson získali práva na ochrannou známku kapely. Nadále vystupují, přičemž do sestavy přidali zpěváka La Torrea a kytaristu Lundgrena.
V době, kdy obě strany mohly používat název Queensrÿche, vytvořil Tate vlastní sestavu, v níž byl bývalý rytmický kytarista Gray a hudebníci z kapel jako Blue Öyster Cult, Ozzy Osbourne, Whitesnake, Dio, AC/DC a Quiet Riot. Tato verze Queensrÿche s Geoffem Tatem vydala album Frequency Unknown dne 23. dubna 2013, zatímco Queensrÿche (s La Torrem místo Tate) vydali své eponymní album 24. a 25. června 2013 (datum vydání pro Evropu a Ameriku). Obě kapely koncertovaly v letech 2013 a 2014, po nichž Tate změnil název své verze Queensrÿche na Operation: Mindcrime. La Torrem vedená verze Queensrÿche od té doby s ním nahrála tři další alba: Condition Hüman (2015), The Verdict (2019) a jejich zatím nejnovější vydání Digital Noise Alliance (2022).

## Historie

### Od The Mob po Queensrÿche (1980–1983)
Založení Queensrÿche se datuje na počátek roku 1980. Kytarista Michael Wilton a bubeník Scott Rockenfield byli členy skupiny zvané Cross+Fire, ta hrála písně známých heavymetalových kapel, jako Iron Maiden a Judas Priest. Zanedlouho se do řad Cross+Fire přidal kytarista Chris DeGarmo a basák Eddie Jackson a změnili název na The Mob. The Mob, skupina bez zpěváka, najmula Geoffa Tateho aby s nimi zpíval na místním rockovém festivalu. V tuto dobu působil Tate v kapele zvané Babylon. Po rozpadu Babylonu Tate odzpíval pár vystoupení s The Mob, ale odešel, protože neměl zájem na produkování heavymetalové hudby.
V roce 1981 shromáždili The Mob dostatek financí k natočení demo pásky. Tate byl opět požádán o pomoc. Skupina nahrála čtyři písně – "Queen of the Reich", "Nightrider", "Blinded" and "The Lady Wore Black". Toto demo přinesli do různých gramofonových společností, ale všichni je odmítli. Tate byl v té době angažovaný také v jeho v té době současné formaci Myth.
Po urgencích jejich nového manažera si The Mob změnili jméno na Queensrÿche (údajně jim bylo inspirací jméno jejich první skladby na demo pásce). Jak Tate později zavtipkoval "Metalová přehláska nad "y" nás pronásledovala po celá léta. Strávili jsme 11 let vysvětlováním, jak se to vlastně vyslovuje."
Demo nahrávka široce kolovala a v magazínu Kerrang! se dočkala nadšené recenze. Pod silou rostoucího ohlasu vydalo Queensrÿche demo jako samostatné EP pod svým vlastním vydavatelstvím 206 Records v roce 1983. Na základě úspěchu tohoto EP Tate souhlasil s opuštěním skupiny Myth a stal se hlavním vokalistou kapely Queensrÿche. Ve stejný rok skupina hrála pro EMI, která znovu vydala toto EP pod názvem Queensrÿche, toto oslavilo průměrný úspěch se špičkou na 81 místě na Billboard žebříčku. Členové skupiny spolu nikdy nehráli živě, dokud nebyla skupina stmelena. Když bylo nakonec o několik let toto EP vydáno na CD, byla pátá stopa, zvaná "Prophecy", přidána na tracklist, která byla kapelou zahrána živě přibližně v roce 1983 (A také byla obsažena na "Live in Tokyo" videu), a v roce 2003 byla zahrnuta na remasterované verzi alba The Warning jako bonusová stopa. Tato stopa se objevila na CD vydání EPčka, které bylo nahráno během prací na albu Rage for Order (a nejedná se o stejnou verzi písně ze soundtracku k filmu "The Decline of Western Civilization II: The Metal Years").

### The WarningaRage for Order(1984–1987)
Po tour k jejich EP se Queensrÿche vydali do Londýna, aby nahráli své první plnohodnotné album. Skupina pracovala s producentem Jamesem Guthriem, který pracoval s Pink Floyd a Judas Priest. V září roku 1984 bylo vydáno album The Warning s mnohem více progresivními elementy, než měl jejich debut. Album zakotvilo na 61. příčce Billboard žebříčku, což pro ně byl průměrný komerční úspěch. Jejich největším hitem mimo USA byla píseň "Take Hold of the Flame" (přesněji v Japonsku). První plnohodnotná tour po USA (na podporu tohoto alba) byla, když jeli jako předkapela pro Kiss na jejich Animalize tour.
Rage for Order, vydané roku 1986, představilo mnohem více naleštěný vzhled zvuku Queensrÿche. Album obsahovalo více kláves než kytar, a skupina adoptovala image mnohem bližší glam rocku nebo glam metalu nežli byl image heavy metalu (jehož podžánrem byl glam metal). Bylo natočeno video pro skladbu "Gonna Get Close to You", v originále od Dalbello z roku 1984. Píseň nazvaná "Rage for Order" byla napsána právě pro toto album,ale ve finálním vydání nebyla zahrnuta. Hlavní riff této písně pracoval jako instrumentální kousek hraný na některých vystoupeních při tour na podporu tohoto alba a nakonec zmorfoval do skladby "Anarchy-X" na albu "Operation: Mindcrime".

### Operation: Mindcrimea úspěch (1988-1996)
V roce 1988, Queensrÿche vydali album Operation: Mindcrime, příběhové koncepční album které prověřil masivní kritický a komerční úspěch. Příběh alba se točil kolem narkomana, kterému byl vymyt mozek, aby vraždil pro podsvětí. "Mindcrime" byl kritiky často zmiňovaný jako význačné koncepční album jako například The Wall od Pink Floyd, Scenes From a Memory od Dream Theater a Tommy od The Who. Skupina koncertovala během let 1988 a 1989 s několika kapelami včetně Def Leppard, Guns N' Roses a Metallicy.
Vydání alba Empire (1990) vyšvihlo Queensrÿche na špici jejich komerční popularity. Na žebříčku zakotvili na 7. místě a prodali více než 3 miliony desek jen v USA, více než jejich 4 předchozí alba dohromady (v UK obsadili stříbrnou pozici). Power balada "Silent Lucidity," disponující orchestrem, se stala prvním Top 10 singlem této kapely. Zatímco se skupina držela sociálně uvědomělých textů (týkajících se kontroly zbraní a ekologie), aranžmá alba Empire bylo mnohem přímější než kterákoliv předchozí snaha těchto umělců. Následující turné "Building Empires" bylo prvním dospělým turné, kde Queensrÿche vystupovali jako headliner (před tímto turné byla skupina headliner pouze na turné v Japonsku při podpoře alba "Operation: Mindcrime" a při vystoupeních v klubech a divadlech v USA v letech mezi 1984 a 1988). Skupina využila svůj status headlinera na podporu alba Operation: Mindcrime ve své celistvosti a také nějaké písně z alba Empire. Turné trvalo 18 měsíců, déle než jakékoliv turné, které kapela podnikla od svého založení. Turné také obsahovalo vystoupení pro MTV Unplugged ve Warner Hollywood Studios v Los Angeles 27. dubna 1992.
Po malé přestávce na zhodnocení výsledků turné a jiných osobních záležitostí kapela v říjnu 1994 vydává album Promised Land (doprovodný CD-ROM, obsahující Promised Land- tematickou hru a jiný interaktivní obsah byl vydán v Březnu 1996). Bylo to temné, intenzivně osobní album, které odráželo momentální mentální status kapely. Přesto se album chytlo na 3 příčce žebříčků a konečně bylo označeno jako platinové, nebyl to ale čistě komerční úspěch, jaký mělo album Empire. Tak jako spousta jiných heavymetalových a hardrockových umělců i komerční štěstí Queensrÿche opadlo stejně jako opadla popularita grunge (který shodou okolností vznikl v Seattlu, domovském městě Queensrÿche, Bellevue – kde kapely vznikla je jeho předměstí) a na výsluní putoval alternativní rock.

### Významné změny (1997–1998)
Queensrÿche vydali své šesté plnohodnotné album Hear in the Now Frontier v březnu 1997, fanoušky a kritiky bylo přijato velmi smíšené. Album se objevilo na 19. místě a rychle z žebříčků vymizelo. Hudební zvuk a styl tohoto alba byl více jednodušší a holejší než cokoliv, co bylo zatím touto skupinou vydáno. Někteří fanoušci a kritici poukazují na to, že na nahrávku má hlavní vliv grunge. Nehledě na reakce se singly "Sign of the Times" a "You" vysílaly v rádiu.
Neuspokojivé prodeje alba byly události, která velmi sužovaly kapelu při následujícím turné. Méně jak měsíc do začátku turné Hear in the Now Frontier Geoff Tate vážně onemocněl a kapela byla donucena poprvé zrušit koncerty. A aby toho nebylo málo, tak dlouholetý vydavatel skupiny, EMI America Records, zkrachoval během stejného období. Queensrÿche byly donuceni na financování zbytku tour použít vlastní peníze, které skončilo v srpnu po pouhých dvou měsících. Skupina odehrála v prosinci hrstku představení v Jižní Americe kvůli smluvním závazkům. Během této doby oznámil zakládající člen Chris DeGarmo, že opouští Queensrÿche.
Přestože oficiální důvody odchodu DeGarma nebyly nikdy zveřejněny, členové kapely uváděli vyhoření a finanční zájmy mimo Queensrÿche. Po opuštění Queensryche, DeGarmo nahrával a účinkoval s Jerrym Cantrellem v kapele s krátkou životností zvané Spys4Darwin, která vydala jedno EP v roce 2001. DeGarmo nyní pracuje jako pilot soukromého letadla.

### Experimentování pokračuje (1998–2001)

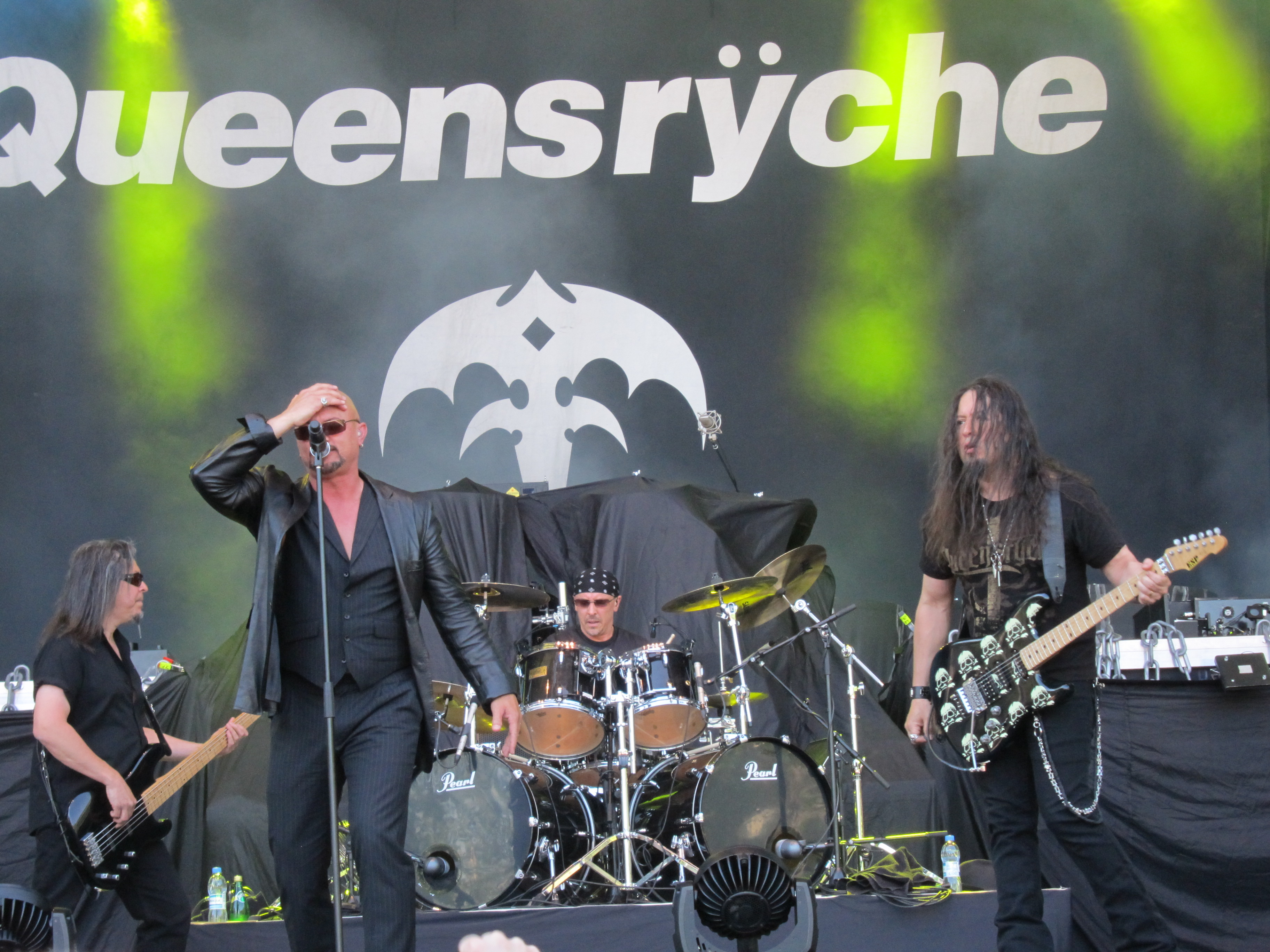
Queensrÿche na Sauna Open Air Metal Festival ve Finsku, červen 2011. Zleva: Eddie Jackson, Geoff Tate, Scott Rockenfield, Michael Wilton.

DeGarmo byl nahrazen kytaristou a producentem Kelly Grayem. Grayovo napojení na Queensrÿche sahá až k počátkům 80. let, když působil jako kytarista v Myth, předchozí kapele Goeffa Tateho. Gray předtím také pracoval jako producent pro kapely jako Dokken a Candlebox. První album Queensryche s Grayem bylo vydáno v roce 1999 s názvem Q2K. Bylo to také jejich první album pod novým vydavatelem, Atlantic Records. Hudebně bylo album Q2K trochu podobné progresivnímu metalu, který hrála kapela dříve a také se v něm odrážel holý zvuk podobný Hear in the Now Frontier. Goeffem Tatem bylo Q2K označeno jako pokračování experimentu Hear in the Now Frontier. Gray nebyl fanoušky moc přijat, někteří si mysleli, že jeho více bluesový styl není pro Queensrÿche vhodný. Navíc, snížená popularita donutila skupinu vystupovat v klubech a divadlech namísto velkých prostranství a venkovních amfiteátrů.
Po vydání kolekce největších hitů v roce 2000 vyrazili Queensrÿche na nové turné, tentokrát za podpory Iron Maiden. Toto umožnilo kapele vystupovat poprvé na takových místech, jako jsou Madison Square Garden. Protože nebyli spokojeni s podporou vydavatelství Atlantic, přešli v roce 2001 k vydavatelství Sanctuary Records. V červenci téhož roku vystoupila kapela několikrát v Moore Theater v Seattlu. Vystoupení byla nahrávána a později v září 2001 vydána jako druhé živé album Live Evolution. Zanedlouho po tom Kelly Gray skupinu opouští.

### Rozchod a soudní spor s Geoffem Tatem (2012–2014)

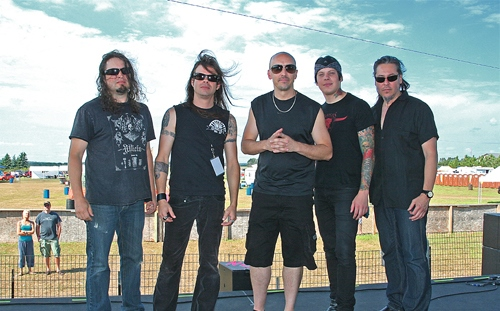
Queensrÿche s Toddem La Torrem v roce 2012.

Skupina měla v dubnu 2012 setkání na které nedorazil Geoff Tate, zřejmě z důvodu, že skupina vyhodila Tateovu nevlastní dceru z vedení fanklubu skupiny a jeho manželku, která dělala manažerku skupiny od roku 2005. Wilton prozradil, že poslední 3 roky, už neměli ve skupině žadné slovo. Vše řídil pouze Geoff a jeho manželka. 
Skupina 14. dubna 2012 před zvukovou zkouškou koncertu v São Paulu, se Tate pohádal s ostatními členy skupiny kvůli vyhození své rodiny. Tato hádka se vyhrotila, protože Tate se pomstil tím, že srazil bicí soupravu Rockenfielda a fyzicky napadl Wiltona a Rockenfielda. V průběhu dalších tří vystoupení skupina měla pocit, že se Tate nadále choval špatně a rozhodli se, že již nemohou spolupracovat a vystupovat s Tatem. Na začátku června 2012 skupina měla konferenční hovor, kromě Tatea, který odmítl se hovoru zúčastnit. Ostatní členové skupiny hlasovali pro 'zvažovat nad vyhozením Geoffa Tatea z kapely a pokračovat se jménem Queensrÿche s novým zpěvákem', což Tatea přimělo podniknout právní kroky.
Skupina z tohoto důvodu založila vedlejší projekt s názvem Riding West a zaměřovali se na starší songy Queensrÿche. A mezitím oznámili vyhazov Geoffa Tatea ze skupiny a nahradil ho nový zpěvák skupiny Todd La Torre, který byl fanouškem kapely.
Tate a jeho manželka postoupili kupředu v žalobě, kterou podali proti jeho bývalým členům kapely, a požadovali předběžné opatření, které by jemu i zbývajícím členům kapely zabránilo v používání jména Queensrÿche, dokud nebude problém vyřešen. Soud státu Washington tento návrh dne v červenci 2012 zamítl, a zamítl také protinávrh na předběžný souhrnný rozsudek podaný obhajobou ostatními členy skupiny. Tato rozhodnutí umožnila oběma stranám používat jméno „Queensrÿche“, dokud soudní rozhodnutí nebo dohoda tuto záležitost nevyjasní.
Po tomto dočasném verdiktu obě strany od června 2012 do dubna 2014 koncertovaly s nezávislými kapelami pod jménem „Queensrÿche“, přičemž jedna skupina sestávala ze zbývajících členů Queensryche v čele s novým zpěvákem La Torrem a ve druhé představoval Tate s jeho vlastní sestavou.
Obě verze skupiny během této doby vydaly studiová alba, přičemž skupina Queensrÿche's Geoffa Tatea vydala album Frequency Unknown v dubnu 2013 a zbytek původní sestavy Queensrÿche se zpěvákem La Torrem vydala stejnojmenné album Queensrÿche o dva měsíce později.
K urovnání došlo 17. dubna 2014 a prohlášení oznámilo, že Tate ztratil jméno a značku Queensrÿche ve prospěch Rockenfielda, Wiltona a Jacksona, kteří spolu s La Torrem a Lundgrenem mají být "jedinou kapelou nahrávající a koncertovat jako Queensrÿche“, zatímco bývalý zpěvák skupiny Tate získal právo hrát jako skupina "Operation: Mindcrime" podle třetího alba skupiny Queensrÿche.
5. května 2014 byla prostřednictvím Wiltonovy facebookové stránky zveřejněna tisková zpráva, která dále objasňuje specifika vypořádání jako: ''Eddie Jackson, Scott Rockenfield a Michael Wilton se úspěšně dohodli na koupi části jména Queensrÿche od Geoffa Tatea. Kapela odkoupí podíl svého bývalého hlavního zpěváka v korporaci Queensrÿche a zároveň mu umožní, aby byl jediným, kdo bude hrát Operation: Mindcrime a Operation: Mindcrime II jako celek. Už nebude používat logo TriRyche ani žádné jiné obrázky alba kromě vydání Mindcrime. Může se označovat pouze jako „původní hlavní zpěvák z Queensrÿche“ nebo „dříve z Queensrÿche“ po dobu dvou let a tento text musí být ve všech materiálech alespoň o 50 % menší než jeho jméno. Po uplynutí tohoto dvouletého období se může označovat pouze jako Geoff Tate, aniž by se zmínil o Queensrÿche. Geoff Tate bude moci dokončit všechna potvrzená data účtovaná pro jeho sestavu Queensrÿche, která má skončit 31. srpna 2014.''

### Condition Hüman(2014–2017)
V listopadu 2014 skupina zahájila prostřednictvím PledgeMusic, která umožnila fanouškům předobjednat si jejich další album, které by bylo jejich druhým s La Torrem a nabízela pravidelné odměny za příslib, jako jsou CD, exkluzivní přístup a vybavení. Stránka kampaně odhalila, že nahrávání bude pravděpodobně probíhat mezi 1. prosincem 2014 a 28. únorem 2015 a že album by mělo být připraveno k vydání koncem jara nebo začátkem léta 2015.
V lednu 2015 La Torre prozradil, že v únoru „snad“ začnou natáčet své další album. O tři měsíce později mluvil Wilton na festivalu Welcome to Rockville v roce 2015 o postupu při psaní písní na albu, které se nahrávalo ve studiu ve Washingtonu. Wilton řekl, že „je to vše, co by fanoušek Queensrÿche od kapely chtěl“ a uvedl, že na nedávných koncertech a festivalech fanoušci vyjádřili svou spokojenost se současnou sestavou kapely.
Wilton v pozdějším rozhovoru prozradil, že dokončili nahrávání alba a bylo v procesu míchání a masteringu než bylo posláno do jejich nahrávací společnosti Century Media Records. Neprozradil však název ani datum vydání. V červenci 2015 skupina oznámila, že klip k nové písni s názvem „Arrow of Time“ bude vydán fanouškům, kteří se účastnili jejich kampaně PledgeMusic.
V srpnu 2015 byl odhalen seznam skladeb a kresba alba. La Torre uvedl, že „umělecké dílo zobrazuje krásnou nevinnost obklopenou temnotou unaveného nepředvídatelného světa.''
V říjnu 2015 vyšlo čtrnácté album Condition Hüman. Po vydání nového alba se kapela na začátku roku 2016 vydala na turné po USA, a v září téhož roku na evropské turné. V říjnu 2016 kapela koncertovala v Austrálii a na Dálném východě.

### Odchod a spor s Rockenfieldem aThe Verdict(2017–2019)
Dne 28. března 2017 skupina oznámila, že Rockenfield si vezme otcovskou dovolenou, aby se mohl starat o svého novorozeného syna, a že bubeník Casey Grillo (Kamelot) dočasně nahradí jeho místo pro nadcházející koncerty. Rockenfield se do kapely, už nevrátil a podal žalobu na údajné porušení smlouvy, porušení povinnosti správce a neoprávněné propuštění.
V květnu 2017 La Torre odhalil plány na další studiové album kapely. Řekl, že v tu chvíli bylo připraveno přibližně 15 písní a že by se mohly vyznačovat rychlejším tempem než ty na předchozím albu. Kapela doufala, že vstoupí do studia v září 2017, pro vydání začátkem roku 2018 přes německé vydavatelství Century Media.
V červenci 2018 skupina na Facebooku nabízela chystané album pro včasné objednávky a oznámila, že album vyjde v roce 2019. V srpnu 2018 se kytarista Mike Stone vrátil na pár měsíců za Parkera Lundgrena z osobních důvodů.
29. října 2018 kapela odhalila, že album nese název The Verdict a vydala ho dne 1. března 2019. Podle rockového magazínu Blabbermouth bylo potvrzeno, že La Torre hraje na albu na bicí.

### Digital Noise Alliance(2019–dosud)
V listopadu 2019 Wilton uvedl, že chce objet bubeníka Grilla, aby hrál na příštím albu Queensryche.
V červenci 2021 Parker Lundgren oznámil, že opustil kapelu, aby se věnoval jiným hudebním projektům. Mike Stone se zúčastnil následujícího turné a později se vrátil jako člen na plný úvazek. 
V lednu 2022 Queensrÿche potvrdili, že vstoupili do studia a začali nahrávat své šestnácté studiové album s předběžným datem vydání koncem roku 2022. Grillo potvrdil, že na albu bude hrát na bicí. V květnu 2022 skupina oznámila, že album nese název Digital Noise Alliance a že bude vydáno 7. října. Album bylo dobře přijato v evropských žebříčkách. Nejvyšší umístění bylo v britském Rock & Metal alba na 6. místě. Je to první album skupiny, které se vůbec neumístilo v žebříčku Billboard 200 a minulo i další americké žebříčky.

## Členové skupiny

### Nynější členové
- Michael Wilton – hlavní, rytmická a akustická kytara (od 1981)
- Eddie Jackson – baskytara, doprovodný zpěv (od 1981)
- Todd La Torre – zpěv (od 2012)
- Mike Stone – hlavní, rytmická a akustická kytara, doprovodný zpěv (2002–2009, hostující člen: 2018, od 2021)
- Casey Grillo – bicí, perkuse (od 2021, hostující člen: 2017–2021)

### Bývalí členové
- Geoff Tate – zpěv, klávesy, saxofon (1981–2012)
- Chris DeGarmo – hlavní, rytmická a akustická kytara, doprovodný zpěv (1981–1998, hostující člen: 2003, 2007)
- Scott Rockenfield – bicí, perkuse, klávesy (1981–2021)
- Kelly Gray – hlavní, rytmická a akustická kytara, doprovodný zpěv (1998–2001)
- Parker Lundgren – hlavní, rytmická a akustická kytara, doprovodný zpěv (2009–2021)

## Diskografie
- The Warning (1984)
- Rage for Order (1986)
- Operation: Mindcrime (1988)
- Empire (1990)
- Promised Land (1994)
- Hear in the Now Frontier (1997)
- Q2K (1999)
- Tribe (2003)
- Operation: Mindcrime II (2006)
- Take Cover (2007)
- American Soldier (2009)
- Dedicated to Chaos (2011)
- Queensrÿche (2013)
- Condition Hüman (2015)
- The Verdict (2019)
- Digital Noise Alliance (2022)